# جاك هولاند
جاك هولاند (بالإنجليزية: John Holland)‏ (1 يناير 1863 بنوتنغهام في المملكة المتحدة - ) هو لاعب كرة قدم بريطاني (وحمل سابقاً جنسية المملكة المتحدة لبريطانيا العظمى وأيرلندا) في مركز حراسة المرمى. لعب مع نوتس كاونتي.